# Chic Cheer
Chic Cheer is een nummer van de Amerikaanse band Chic uit 1978. Het is afkomstig van hun tweede album C'est CHIC waarop ook de hit Le Freak terug te vinden is. 

## Gebruik in Nederland
- In Nederland is Chic Cheer vooral bekend als achtergrondmuziek in diverse Jacobse en Van Es-sketches van Koot en Bie, zoals Jacobse en Van Es kopen een bakkie.

- Dingetje gebruikte het nummer als basis voor zijn hoorspel Dit is de zender van Illegale Joop waarin een piratenzender wordt gesloten nadat de politie ("de witte muizen") lucht krijgt van een 27 MC-gesprek.